# Номоконов, Семён Данилович
Семён Дани́лович Номоко́нов (12 августа 1900, Делюн, Российская империя — 15 июля 1973, Зугалай, СССР) — советский снайпер. Во время Великой Отечественной войны по официальным данным уничтожил 368 немецких солдат и офицеров, в том числе одного генерал-майора. По неофициальным — 483. Во время советско-японской войны уничтожил 8 солдат и офицеров Квантунской армии. Общий подтверждённый счёт 368 вражеских солдат и офицеров. Оружие С. Д. Номоконова в период войны — трёхлинейная винтовка Мосина.

## Биография
Родился 12 августа 1900 года в селении Делюн (ныне — Сретенского района Забайкальского края) около одноимённого озера, где находилось большое поселение хамниган (потомков дауров, бурят, эвенков). Хамниган по национальности. Потомственный охотник. С детства жил в тайге. Уже в 10 лет считался заправским охотником. Имел прозвище «Глаз коршуна». При крещении в 15 лет получил имя Семён. В 1928 году поселился в селе Нижний Стан Шилкинского, ныне Тунгокоченского района, где вступил в коммуну «Заря новой жизни», а затем в совхоз. Продолжал заниматься охотой, также работал плотником.
С августа 1941 года в РККА. Участник Великой Отечественной войны с ноября 1941 года. Поначалу служил санитаром и сапёром на Калининском фронте. Попал в окружение, но вышел к своим. После того как был замечен командованием как меткий стрелок, переведён в снайперский взвод:

Это было в один из осенних дней 1941 года. Подобрав очередного раненого, он увидел, как немец целится в их сторону. Номоконов мгновенно вскинул винтовку и выстрелил, притом метко. Вечером в части только и было разговоров о метком выстреле санитара. Его зачислили в снайперский взвод. Так начался путь снайпера — забайкальца.
— Тимур Ламбаев. Фашистской нечисти гроза, 2007
Его личным оружием была трёхлинейная винтовка Мосина без оптического прицела. Винтовка с оптическим прицелом у снайпера появилась зимой 1942 года и была у него до конца всех боевых действий. Снайпер говорил: «Всегда может появиться цель. В любой момент сумей застыть, укрыться. В комок соберись, низко голову держи, ворочай одними глазами». Бывало, Номоконов поражал противника с 300, 500 метров, иногда — с километра (1000 м). Экипировка снайпера была схожа с охотничьей, Семён Данилович пользовался разнообразными верёвочками, шнурками, рогульками, осколками зеркал. На ногах были сплетённые из конского волоса бродни, позволявшие быть бесшумным в ответственный момент. Воевал на Валдайских высотах, Карельском перешейке, Украине, в Литве, Восточной Пруссии, а затем во время советско-японской войны — в Маньчжурии. Служил в составе 5 фронтов, 2 дивизий, 6 полков.
Количество убитых солдат и офицеров противника отмечал на трубке, выжигая точки (солдат) и крестики (офицер):

На казённой винтовке нельзя отметки ставить. Скажут — портишь. Да и заменить её могут, а война кончилась — сдал её. Трубка же всегда со мной.

По официальным данным старшина 221-й стрелковой дивизии С. Д. Номоконов уничтожил 368 противников. Немцы дали ему прозвище «Таёжный шаман». Был восемь раз ранен, перенёс две контузии.

…Со стороны оно и впрямь могло показаться, что знается охотник с нечистой силой. Он выходил на задание с верёвочками, шнурками, рогульками, с осколками зеркал. На ногах у него были бродни, обувь, сплетённая из конского волоса. И всё это снайперу было нужно: бродни делали бесшумным шаг, зеркальцами он выманивал выстрел противника, верёвочками, как кукольник, приводил в движение запасные каски, надетые на палки. Никто из взвода не мог превзойти его в искусстве маскировки.
— Данилов А. Семён Номоконов — почётный солдат, 1975

Номоконов на огневой позиции, 1943 год.
Оригинальная подпись под фотографией: «Снайперы Номоконов и Канатов — лучшие в своей дивизии».

Отличился во время боёв на Валдайских высотах, уничтожив одного крупного немецкого чина, прибывшего инспектировать передний край, по некоторым данным это был генерал-майор, однако до сих пор историки не смогли установить его имя и точное звание.
В апреле 1942 года получил подарок от земляков — именные часы — от читинской делегации, побывавшей на фронте во главе с секретарём обкома ВКП(б) Г. И. Вороновым.
Также работал инструктором по стрельбе, обучив снайперскому делу свыше 150 солдат. Среди его учеников был земляк Т. С. Санжиев, на боевом счету которого — 186 убитых солдат и офицеров противника.
С. Д. Номоконов неоднократно упоминался в сводках Совинформбюро, о нём сообщали фронтовые и центральные газеты.
Закончил боевой путь у отрогов Большого Хингана:

В августе 1945 года, действуя на Забайкальском фронте, снайпер С. Д. Номоконов уничтожил 8 солдат и офицеров Квантунской армии. Приказом командующего фронтом, С. Д. Номоконову, как таёжному охотнику, выделены в подарок именная снайперская винтовка № 24638, бинокль и лошадь. Просьба разрешить герою войны беспрепятственный переезд через границу.
— из справки командира 221-й Мариупольской, Хинганской Краснознамённой ордена Суворова стрелковой дивизии генерал-майора В. Н. Кушнаренко

## После войны
После войны продолжал работать в совхозе. Уйдя на пенсию, в середине 1960-х годов переехал в село Зугалай Могойтуйского района Агинского Бурятского автономного округа, где работал в колхозе имени В. И. Ленина.
В послевоенное время Семён Данилович Номоконов был простым человеком, популярным. О его подвигах публиковали статьи в газетах и даже в книгах. Писали ему и простые люди с чувством благодарности. Однажды к нему пришло письмо из Гамбурга. В нём писали о немецкой женщине, которая задавалась вопросом: «Может, на его трубке была отметка и о смерти моего сына Густава Эрлиха? Молился ли человек со столь большими заслугами о своих жертвах».
Когда Номоконову прочитали это, он продиктовал своему сыну ответ: «Вполне возможно, уважаемая женщина, что на трубке, которую я курил на фронте, была отметка и о вашем сыне — не запомнил всех грабителей и убийц, которые пришли с войной и которые оказались на мушке моей винтовки. И под Ленинградом беспощадно уничтожал фашистских гадов. Если бы своими глазами увидели вы, немецкие женщины, что натворили ваши сыновья в Ленинграде, прокляли бы их».
Умер 15 июля 1973 года.

## Семья
Жена — Марфа Васильевна, 9 детей и 30 внуков.

## Награды
- Приказом ВС Северо-Западного фронта №: 765 от: 22.06.1942 года помощник командира взвода 529 стрелкового полка 163-й стрелковой дивизии старший сержант Номоконов С. Д. награждён орденом Ленина за то, что он, положив начало снайперскому движению в дивизии, с 12 марта 1942 году уничтожил 151 немецких солдат и офицеров, а подготовленные им ротные снайпера уничтожили 153 солдата.[6]
- Приказом ВС 39-й армии №: 477 от: 27.04.1945 года снайпер 2-го стр.батальона 695-го стрелкового полка 221-й стрелковой дивизии старшина Номоконов награждён орденом Красного Знамени за уничтожение 27 немецких солдат и подготовку 98 отличных советских снайперов.[7]
- Приказом по 163-й стрелковой дивизии №: 126 от: 12.12.1943 года награждён орденом Красной Звезды[8].
- Приказом по 221-й стр. дивизии №: 165/н от: 28.09.1945 года старшина Номоконов награждён орденом Красной Звезды за личное уничтожение в районе села Ходатунь во время перехода по Большому Хингану 15 японских солдат.[9]
- Медали, в том числе:
- медаль «За взятие Кёнигсберга»[10]
  - Медаль «За боевые заслуги»[2]
  - медаль «За победу над Германией в Великой Отечественной войне 1941—1945 гг.»[11]
  - медаль «За победу над Японией»
  - Юбилейная медаль «За доблестный труд (За воинскую доблесть). В ознаменование 100-летия со дня рождения Владимира Ильича Ленина»
- Почётное звание — «Почётный солдат Забайкальского военного округа» (1960)[4]

## Память
В 1942 году поэт В. И. Лебедев-Кумач посвятил ему стихотворение:

Он мастер снайперской науки, 

Фашистской нечисти гроза,

Какие золотые руки.

Какие острые глаза!

О боевом пути, подвигах С. Д. Номоконова в апреле 1945 года фронтовой корреспондент Евгений Воробьёв написал статью «Трубка снайпера». Позже, после войны забайкальский писатель Сергей Михайлович Зарубин написал книгу с аналогичным названием. В 2015 году в Чите по мотивам повести был поставлен спектакль. Снайперская винтовка № 24638, вместе с книгой, ныне экспонируется в музее истории войск ордена Ленина Сибирского военного округа, где есть уголок, посвящённый С. Д. Номоконову. На родине Героя проводятся соревнования по пулевой стрельбе на призы снайпера С. Д. Номоконова.
В январе 2010 года С. Д. Номоконов занял первое место в конкурсе «Великие люди Забайкалья», организованного под патронажем Администрации Забайкальского края. По просьбам забайкальцев и в преддверии 65-летнего юбилея Великой Победы организаторы конкурса инициировали вопрос по представлению знаменитого снайпера к званию Героя Российской Федерации, однако Министерство обороны не нашло возможным присвоить ему это высокое звание.
История Семёна Номоконова стала собирательным образом для фильма «Снайпер 2. Тунгус».
В 2015 году в Могойтуе Забайкальского края была открыта стела.
В июне 2022 года в Чите из 2,5 тысячи свечей выложили изображение легендарного снайпера.